# Puerperium
Puerperium  oder Nachgeburtsphase (genannt auch Postpartalphase) ist die mütterliche Phase unmittelbar im Anschluss an eine Geburt (post partum) bei Säugetieren.
Zunächst wird die Nachgeburt abgestoßen. Auch die Rückbildung des Geburtskanals und der Beckenbänder und -gelenke erfolgt in den ersten Tagen nach der Geburt. In der weiteren Nachgeburtsphase kommt es zu einer Rückbildung der Gebärmutter (Involution) durch Gewebeabbau, so dass nahezu wieder die Größe des nichtträchtigen Organs erreicht wird. Durch die Verkleinerung der Gebärmutter und damit der inneren Oberfläche müssen auch umfangreiche Teile der Gebärmutterschleimhaut abgebaut werden. Diese werden entweder resorbiert oder als Lochien  (von altgriechisch λόχος lóchos, deutsch ‚Geburt‘) ausgeschieden. Die Menge der Lochien ist tierartlich verschieden, sie sind entweder geruchslos oder riechen leicht salzig.

## Puerperium ausgewählter Tierarten
Bei der Hündin dauert das Puerperium 12 bis 15 Wochen. Der Lochialfluss ist vor allem unmittelbar nach der Geburt stark, er dauert etwa 4 bis 6 Wochen. Mit etwa 7 Wochen ist die Gebärmutterschleimhaut vollständig regeneriert, mit 13 Wochen befindet sich die Gebärmutter wieder im Zustand eines normalen Anöstrus.
Bei der Stute ist das Puerperium ausgesprochen kurz. Da die Eihäute nur lose mit der Gebärmutterschleimhaut verbunden sind, gibt es nur wenige Gewebsverluste, die bereits etwa 30 Minuten nach der Geburt ausgestoßen werden. Meist kommt es zu einer Besiedlung mit Bakterien, die aber innerhalb weniger Tage ohne Behandlung abheilt. Stuten kommen bereits etwa eine Woche nach der Geburt in die nächste Rosse und können in dieser wieder trächtig werden. Daher kann man davon ausgehen, dass die Gebärmutterschleimhaut bereits nach zwei Wochen wieder vollständig regeneriert ist.
Bei der Kuh erfolgt der Abgang der Nachgeburt 5 bis 12 Stunden nach der Geburt. Die Lochien ähneln zu Beginn dem Fruchtwasser, ihre Menge wird ab dem zweiten Tag deutlich weniger. Ab dem 10. Tag wird der Ausfluss bräunlich-rot, ab der zweiten Woche heller und zum Ende der zweiten Woche hört er ganz auf. Die Karunkeln werden innerhalb der ersten 6 Tage deutlich kleiner, die Krypten bilden sich zurück. Klinisch ist das Puerperium etwa am 20. Tag abgeschlossen. Die Gebärmutter schrumpft bis zum 20. wieder auf ihre Normalgröße, bei Zwillingsgeburten kann das bis zum 25. Tag dauern. Nach etwa 40 Tagen ist das Puerperium abgeschlossen. Die erste Brunst tritt 14 bis 17 Tage nach der Geburt auf, verläuft aber meist still.
Bei der Hauskatze läuft das Puerperium ebenfalls sehr schnell ab. Der Lochialfluss dauert auch nur wenige Tage, bleibt wegen des Putzverhaltens aber meist unbemerkt. Bereits nach 6 Tagen ist die Regeneration der Gebärmutter abgeschlossen. 7 bis 10 Tage nach der Geburt kann bereits die nächste Rolligkeit einsetzen.
Beim Hausschwein variieren die Angaben zur Dauer des Pueperiums zwischen drei und vier Wochen. Die Sekretion der Uterindrüsen bleibt zunächst erhalten, nimmt dann aber in der ersten Woche der Säugeperiode ab. Bei nichtsäugenden Sauen wachsen die Drüsen ab der zweiten Woche bereits wieder.

## Störungen des Puerperiums
Störungen der normalen Nachgeburtsphase werden als Puerperalstörungen bezeichnet. Hier sind vor allem die Nachgeburtsverhaltung, Infektionen und Stoffwechselstörungen von Bedeutung.